# 沖縄県警察
沖縄県警察（おきなわけんけいさつ）は、沖縄県が設置した警察組織であり、沖縄県内を管轄区域とし、沖縄県警と略称する。管轄人口は140万人。沖縄県公安委員会の管理を受け、給与支払者は沖縄県知事である。警察庁九州管区警察局管内。

## 沿革

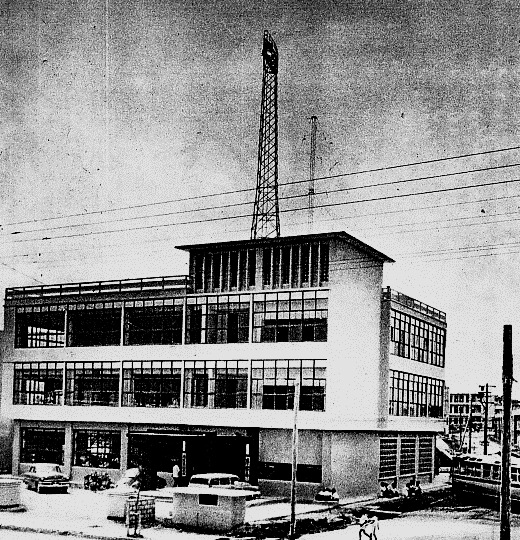
沖縄返還前の琉球警察庁舎

沖縄返還に伴い、かつての琉球警察から改組された組織である。
- 1972年（昭和47年）5月15日：沖縄県警察が発足
- 1974年（昭和49年）4月1日：交通部に交通機動隊を設置
- 1976年（昭和51年）4月1日：防犯部を新設。
- 1978年（昭和53年）7月30日：交通方法変更を実施
- 1987年（昭和62年）4月1日：交通部に高速道路交通警察隊を設置
- 2005年（平成17年）9月6日：警備部に特殊部隊（SAT）を設置
- 2007年（平成19年）4月1日：刑事部に捜査第三課（窃盗犯対応）を設置、安全なまちづくり推進課を生活安全部所属に変更、刑事部暴力団対策課に銃器薬物対策課及び捜査第一課組織犯罪対策係を統合
- 2018年（平成30年）4月1日：刑事部暴力団対策課を刑事部組織犯罪対策課に組織改編[1]。
- 2020年（令和2年）4月1日：警備部に国境離島警備隊を設置。
- 2021年（令和3年）
  - 4月1日：地域部を新設（生活安全部から分離）。運転免許課を運転免許管理課に運転免許課自動車運転免許試験場を運転免許試験課に組織改編。
  - 10月1日：警備部に警衛対策課を新設し、沖縄県警察航空隊を地域部地域課から警備部警備第二課に移管。

## 組織

### 警務部
- 総務課
  - 公安委員会補佐室
- 警務課
- 広報相談課
  - 被害者支援室
  - 広報室
- 会計課
- 厚生課
- 教養課
- 監察課
- 情報管理課
- 留置管理課

### 生活安全部
- 生活安全企画課
- 安全なまちづくり推進室
- 少年課
- 少年サポートセンター
- 生活保安課
- サイバー犯罪対策課
- 人身安全対策課

### 地域部
- 地域課
  - 自動車警ら隊
  - 水上安全対策室
- 通信指令課

### 刑事部
- 刑事企画課
  - 捜査支援分析室
  - 国際犯罪対策室
- 捜査第一課
  - 機動捜査隊
- 捜査第二課
- 捜査第三課
- 組織犯罪対策課
  - 連合捜査係
- 鑑識課
- 科学捜査研究所

### 交通部
- 交通企画課
- 交通規制課
- 交通指導課
- 運転免許管理課
- 運転免許試験課
  - 運転免許センター（豊見城市）
- 交通機動隊
  - 高速道路交通警察隊

### 警備部
- 警備第一課
  - サイバー事案対処室
- 警備第二課
  - 警察航空隊
- 外事課
- 警衛対策課
- 機動隊
- 特殊部隊
- 国境離島警備隊[2]

## 規模
- 交番数 - 67
- 駐在所数 - 80
- 警備派出所 - 5
- 職員数 - 2535人
- 車両 - 800台
- 警備艇 - 6隻
  - 沖1 おきなわ 那覇 23m型
  - 沖2 しゅれい 本部 23m型 2000-
  - 沖4 しらはま 八重山 17m型 2007-
  - 沖6 でいご うるま 12m型 2016-
  - 沖7 みやこ 宮古島 17m型 2007-
  - 沖9 ふくぎ 本部 8m型 1996-
  - (退役) 沖3 なぎ うるま 12m型
  - (退役) 沖5 ゆうな 石川（本島西側） 8m型 1994-
  - (退役) 沖8 りゅうきゅう 八重山 20m型 -2012
  - (退役) よなばる 与那原 17m型
- ヘリコプター - 3機
  - JA21RP 「しまもり」（AS365N3）
  - JA22RP「なんぷう」（AW109E パワー）
  - JA001P「うりずん」（EC225LP Super Puma Mk2+）

## 警察署
県内の警察署数は14。警察車両のナンバー地名はすべて「沖縄」である。なお、警察署長の階級は那覇警察署と沖縄警察署が警視正、他警察署はすべて警視。
| 地域   | 警察署名称   | 管轄区域 | 備考                                 |
| ------ | ------------ | --- | ------------------------------------ |
| 島尻   | 那覇警察署   | 那覇市（小禄支所管内・山下町・奥武山町・垣花町および那覇空港を除く） 島尻郡久米島町・渡嘉敷村・座間味村・粟国村・渡名喜村・南大東村・北大東村 |                                      |
| 島尻   | 豊見城警察署 | 豊見城市・那覇市（小禄支所管内・山下町・奥武山町・垣花町） 那覇空港                                                                           | 那覇警察署から分離。                 |
| 島尻   | 糸満警察署   | 糸満市、島尻郡八重瀬町 |                                      |
| 島尻   | 与那原警察署 | 南城市、島尻郡与那原町・南風原町 |                                      |
| 中頭   | 浦添警察署   | 浦添市、中頭郡西原町 琉球大学 | 宜野湾警察署と与那原警察署から分離。 |
| 中頭   | 宜野湾警察署 | 宜野湾市、中頭郡中城村（琉球大学敷地内除く）                                                                                                  | 普天間警察署から改称。               |
| 中頭   | 沖縄警察署   | 沖縄市、中頭郡北谷町・北中城村 | コザ警察署から改称。                 |
| 中頭   | 嘉手納警察署 | 中頭郡嘉手納町・読谷村 |                                      |
| 中頭   | うるま警察署 | うるま市（石川地域を除く） | 具志川警察署から改称。               |
| 中頭   | 石川警察署   | うるま市（石川地域） |                                      |
| 国頭   | 石川警察署   | 国頭郡恩納村・金武町・宜野座村 |                                      |
| 国頭   | 名護警察署   | 名護市、国頭郡大宜味村・東村・国頭村 |                                      |
| 国頭   | 本部警察署   | 国頭郡本部町・今帰仁村・伊江村、島尻郡伊是名村・伊平屋村                                                                                      | 渡久地警察署から改称。               |
| 宮古   | 宮古島警察署 | 宮古島市、宮古郡多良間村 | 宮古警察署から改称。                 |
| 八重山 | 八重山警察署 | 石垣市、八重山郡竹富町・与那国町 |                                      |

## 不祥事
- 2017年5月 - 宜野湾警察署警務課の男性巡査部長（33歳）が2014～2016年、職場での地位を利用して、後輩の警察官6人に「仕事の授業料だ」「甘えていいか」などと言って、キャバクラの飲食代など計109万円を払わせていた。また県警のデータベースで交際女性の前科前歴などを不正に照会したり、「仲間の印だ」として後輩7人に3万円前後の自分と同じ時計を買わせたりしていた。さらに2016年12月に公用パソコンの液晶画面を殴って壊したとして、5月18日、県警は器物損壊の疑いで那覇地方検察庁に書類送検し、男性巡査部長を停職6か月の懲戒処分とした。男性巡査部長は同日付で依願退職[4]。
- 2017年5月 - 糸満警察署地域課の男性巡査部長（30歳）が飲み会で後輩4人に計8万円を払わせていた。また2014年から2016年の間に後輩2人の顔を殴ったとして暴行の疑いで5月18日、県警は男性巡査部長を那覇地方検察庁に書類送検し、停職1か月の懲戒処分とした、男性巡査部長は同日付で依願退職[4]。
- 2017年6月 - 糸満警察署警備課の男性巡査長（26歳）が那覇市内のホテルで18歳未満と知りながら県内に住む女子高校生（16歳）にみだらな行為をしたとして、県青少年保護育成条例違反の疑いで逮捕された[5]。また2016年12月に女子中学生（14歳）に現金を渡す約束をしてみだらな行為をした疑いで県警は児童買春、児童ポルノに係る行為等の規制及び処罰並びに児童の保護等に関する法律違反（児童買春）の容疑で男性巡査長を再逮捕[6]。
- 2017年6月 - 宮古島警察署の男性巡査長（26歳）が宮古島市内のアパートで、未成年と知りながら17歳の少女にみだらな行為をした疑いで、県警は男性巡査長を県青少年保護育成条例違反（みだらな性行為の禁止）の疑いで書類送検。男性巡査長は略式起訴され、罰金30万円を納付。男性巡査は6月16日付で停職1か月の懲戒処分を受け、依願退職[7]。
- 2020年1月 - 機動隊の男性巡査（26歳）がうるま市の機動隊独身寮の同僚の部屋に侵入し、現金6,000円を盗んだとして県警は17日、住居侵入と窃盗の容疑で男性巡査を那覇地方検察庁沖縄支部に書類送検し、停職3か月の懲戒処分とした。男性巡査は同日付で依願退職。男性巡査は2019年9月ごろから11月30日にかけ、計9万円を盗んだことを認めている[8]。
- 2020年5月 - 警備部機動隊長の男性警視（50代）が飲み会後に酒に酔った状態で、「女の車に拉致された」と虚偽の110番通報を複数回行った。男性警視は29日付で警務部付に異動。県警内では新型コロナウイルス感染防止のため、飲み会の自粛中とされていた。県警は事実関係について非公表としつつ、「多量飲酒によって不適切な行為はあった」とコメントした[9]。
- 2022年1月27日未明、沖縄警察署に出向中の宮崎県警察の警察官が、バイクで走行中の高校生を暴走族と誤認し、職務質問を行おうとした際、当該警官の警棒を持った右手と高校生が接触し、右目を失明させた可能性がある事案が発生したが、これを事故扱いで処理した。この事件がSNSを中心に広まり、同日深夜から翌28日未明に同署前に被害者の仲間と見られる若者約300人が集まり、施設や車両の窓ガラスが破壊されるなどの大規模な襲撃を受けた[10][11][12]。11月2日、バイクを止めようとつかみかかり警棒をぶつけたとして、この警察官（巡査）を特別公務員暴行陵虐致傷の疑いで書類送検した[13]。2023年6月29日、那覇地方検察庁は巡査を業務上過失傷害罪で在宅起訴した。客観的証拠が乏しく、故意の立証は困難で、法定刑の軽い業務上過失傷害に切り替えたとみられる[14]。7月14日、県警は巡査を停職1カ月の懲戒処分にした[15]。12月4日、巡査の初公判が那覇地方裁判所で開かれた。検察側は「一生涯にわたって重大な変化を及ぼす取り返しのつかない傷害を負わせた」と指摘する一方、「偶発的、不慮の結果の側面は否定できない」などとして罰金100万円を求刑した[16]。同月25日、那覇地方裁判所は「とっさの出来事とはいえ、警察官に課せられた基本的な注意義務に反する重大な過失だった」として求刑通り罰金100万円の判決を言い渡した[17]。